# Akhisar Arena
El Akhisar Arena oficialmente llamado Spor Toto Akhisar Stadyumu es un estadio multipropósito ubicado en la ciudad de Akhisar, provincia de Manisa, Turquía. El estadio posee una capacidad de 12.200 personas y es utilizado por el club de fútbol Akhisar Belediyespor que disputa la Superliga de Turquía.
La necesidad de un nuevo estadio en Akhisar comenzó cuando el club Akhisar Belediyespor ganó su derecho a disputar la Súper Liga en la temporada 2012-13, y el estadio de la ciudad el Estadio Akhisar Şehir con capacidad de 5000 personas no cumplía con los criterios de la Súper Liga y la UEFA para la disputa de juegos oficiales. El club desde entonces traslado sus partidos al Estadio Manisa 19 Mayis de la ciudad de Manisa. 
La primera piedra del nuevo recinto se puso el 6 de marzo de 2014, y la inauguración oficial al público el 28 de enero de 2018, cuando Akhisar Belediyespor se enfrentó a Antalyaspor por la Süper Lig.